# Sutherland Scott
Pour les articles homonymes, voir Scott.
Sutherland Scott, nom de plume de William C. Harvey né en 1900, est un écrivain britannique, auteur de roman policier.

## Biographie
Il fait des études en médecine. En parallèle, dès les années 1930, il signe des romans policiers dans lesquels ses connaissances en médecine sont souvent utilisées.

## Œuvre

### Romans signés William C. Harvey

#### SérieEric Spaulding
- Death's Treasure Hunt (1933)
- Murder Abroad (1933)

### Romans signés Sutherland Scott

#### SérieSeptimus Dodds
- Murder Without Mourners (1936)
- Murder Is Infectious (1936) Publié en français sous le titre La Série tragique, Paris, Nouvelle Revue Critique, coll. « L'Empreinte » no 119 (1937)
- Crazy Murder Show (1937), autre titre Murder on Stage
- The Influenza Mystery (1938)
- The ARP Mystery (1939)
- Murder in the Mobile Unit (1940)
- The Night Air Is Dangerous (1943)
- Escape to Murder (1946)
- Operation Urgent (1947)
- Capital Punishment (1949)
- Tincture of Murder (1951)
- Diagnosis-Murder (1954)
- Dr Dodd's Experiment (1956)

### Autre ouvrage
- Blood in Their Ink (1953)

## Sources
: document utilisé comme source pour la rédaction de cet article.
- Claude Mesplède (dir.), Dictionnaire des littératures policières, vol. 2 : J - Z, Nantes, Joseph K, coll. « Temps noir », 2007, 1086 p. (ISBN 978-2-910-68645-1, OCLC 315873361), p. 740.